# Said Dghay
Said Dghay (14 gennaio 1964) è un ex calciatore marocchino, di ruolo portiere.